# Meitu
Meitu（美図、びず、メイツ）は、スマートフォンやパソコン向けの画像や動画の編集・加工アプリ、またそれらに伴うサービスを提供する会社である。以前はアプリだけでなくスマートフォン本体の開発・販売も行っていた。

## 概要
2008年10月に中国で設立。本社を中国福建省廈門(アモイ)市思明区に置き、スマートフォンおよびパソコン向けに画像や動画の加工・編集アプリ（ソフトウェア）やサービスを提供している。米国にはグローバル運営を主に行う第二の本社を持ち、中国以外にもアプリを配信している。現在までに開発したアプリは15個以上。
ゲームではないiOS向けアプリのメーカーとしては最大手の一つであり、2008年にリリースした美顔アプリ「美図秀秀(BeautyPlus)」のヒットで有名となる。特にショート動画アプリ「美拍（Meipai）」はApp Storeのランキングで1位を取ったこともあり、2016年時点で5200万人のデイリーアクティブユーザーと2億7000万人の月間アクティブユーザーを抱える。
美顔アプリメーカーとしての技術力と知名度を武器に、2013年にスマホ本体の開発・製造・販売事業に進出。Meituのスマホは自撮り（セルフィー）を重視した「美顔スマホ」として、中国の若い女性に大きなシェアを得たが、大手メーカーの製品も美顔セルフィー機能を重視するようになると競争に負け、2018年11月にスマホ開発大手の小米（シャオミ）との提携を発表し、2019年4月にはスマホ開発部門を小米に移譲して自社開発からの撤退を発表した。
2017年には東映アニメーションとライセンス契約を結び、女性をターゲットに人気アニメの『美少女戦士セーラームーン』とコラボした「Meitu M8s セーラームーン」モデルや、男性もターゲットにした「Meitu M8s ドラゴンボール」モデルをリリースするなど、ハードウェア事業では独自の展開を行っていた。
2019年11月、Meituの技術を取り込んだ小米CCシリーズの第1弾「小米CC9 Meitu Edition」が小米から発売されたが、1機種しか出ず、2021年3月、Meituはシャオミとの提携解消とハードウェア事業からの撤退を発表した。

## 主な商品

### 世界向け
- BeautyPlus（中国語版） - Photoshopの様に、光量、トーン、部分痩せ、部分膨張、美肌に見せるスムーズ効果などの機能が付いており、自動と手動の両方で操作できる。ユーザー数は全世界で1億人を超え、過去には日本、インド、インドネシアでのアプリランキングで第1位になった。北米では15位にランクインしている。
- MakeupPlus - 高感度の顔自動認識技術を搭載したアプリ。ワンタッチで自分好みのメイクスタイルを選択できる。ファンデーション、リップ、チーク、輪郭、眉、アイシャドウ、アイライン、マスカラ、二重、カラコンなどの様々なコンテンツを提供。4,500万人以上のユーザーを持つ。
- Meitu - 中国第1位の画像編集アプリ。フィルター、フレーム、特殊効果機能を使ってスマホで撮った写真を加工することができる。ユーザー数は5億人以上。iTunesの2015年度アプリランキングで10位にランクインしている。

### 中国向け
- BeautyCam - 中国第1位の美顔自撮りカメラアプリ。静止画と動画撮影に対応している。撮影後の画像の編集・加工も可能。月間アクティブユーザー数は9,000万人。
- Meipai（中国語版） - 中国で第1位の動画配信ソーシャルプラットフォーム。ユーザー数は1.7億人で、1日あたりの動画再生数は2.65億回以上。

## 利用状況
Meituのアプリは全世界で10億台のモバイル端末にインストールされている。2015年10月31日現在、月間アクティブユーザー数は2.7億人、1日あたりのアクティブユーザー数は5,200万人。海外においてはユーザー数が1.1億人を超え、ユーザー数が100万人を超える地域は18ヶ所にもおよぶ。アップアニーの「2014年中国発モバイルアプリ開発者ランキング」では、Tencentとバイドゥに次いで第3位にランクイン。また、Apple社の世界iOS開発会社ランキングでは8位を獲得。同社調査によると、ユーザー数の67%は女性で、年齢層で最も多いのは19歳〜30歳のユーザーで全ユーザー数の61%を占めている。
中国では、Logan_Paul、アンジェラベイビーなどが同社アプリのソーシャルインフルエンサーを担当。MakeupPlusは、ELLE、コーチ、Dior、Levi’s、Hershey’s、ペプシコなどの企業とコラボレーションを展開している。